# Jupiter LI
Jupiter LI, désignation provisoire S/2010 J 1, est un des satellites naturels de Jupiter. Il mesure environ 2 kilomètres de diamètre. Il a été découvert en 2010 par Robert A. Jacobson, Marina Brozović, Brett Gladman et Mike Alexandersen.

## Récapitulatif des noms officiels
- 07/09/2010 - 10/09/2011 : découverte, pas encore de nom officiel ;
- depuis le 10/09/2011 : S/2010 J 1 par l'IAUC 9222[2] (le nom apparaît néanmoins dès le 01/06/2011 dans le communiqué du Minor Planet Center MPEC 2011-L06[3]).
- depuis le 07/03/2015, il porte également la désignation permanente Jupiter LI, mais n'a pas encore reçu de nom[1].